# Christian Herter
Christian Archibald Herter (født 28. marts 1895, død 30. december 1966) var en amerikansk politiker fra det Republikanske Parti og landets 53. udenrigsminister. Han besad posten under Dwight D. Eisenhowers præsidentperiode, fra 22. april 1959 til 20. januar 1961. Inden da havde han, i en periode på fire år, fra 1953 til 1957 været guvernør i delstaten Massachusetts.